# Ablabys binotatus
Ablabys binotatus, tropska riba škarpinka iz porodice Tetrarogidae u Indijskom oceanu, od Zanzibara i Tanzanije do ušća rijeke  Xora u JAR-u; geografski 29°N - 32°S, 30°E - 60°E.
Posljednja otkrivena u ovom rodu. Opisao ju je Peters, 1855 i klasificirana isprvo u rod Apistus kao Apistus binotatus. To je riba dna, tamnosmeđe je boje s bijelim ili srebrnim mrljama po tijelu, naraste maksimalno 15 centimetara.
FAO i nekoliko vernakularni naziva za nju glasi redskinfish